# Gran Premi d'Itàlia del 1957
Resultats del Gran Premi d'Itàlia de Fórmula 1 de la temporada 1957 disputat al circuit de Monza el 8 de setembre del 1957.

## Resultats
| Pos | No | Pilot                             | Equip    | Voltes | Temps/ Retirada  | Pos. de sortida | Punts |
| --- | -- | --------------------------------- | -------- | ------ | ---------------- | --------------- | ----- |
| 1   | 18 | Stirling Moss                     | Vanwall  | 87     | 2h 35' 03. 9     | 2               | 8     |
| 2   | 2  | Juan Manuel Fangio                | Maserati | 87     | + 41.2 s         | 4               | 6     |
| 3   | 36 | Wolfgang von Trips                | Ferrari  | 85     | + 2 Voltes       | 8               | 4     |
| 4   | 26 | Masten Gregory                    | Maserati | 84     | + 3 Voltes       | 11              | 3     |
| 5   | 8  | Giorgio Scarlatti · Harry Schell  | Maserati | 84     | + 3 Voltes       | 12              | 1     |
| 6   | 34 | Mike Hawthorn                     | Ferrari  | 83     | + 4 Voltes       | 10              |       |
| 7   | 22 | Tony Brooks                       | Vanwall  | 82     | + 5 Voltes       | 3               | 1     |
| 8   | 32 | Luigi Musso                       | Ferrari  | 82     | + 5 Voltes       | 9               |       |
| 9   | 10 | Paco Godia                        | Maserati | 81     | + 6 Voltes       | 15              |       |
| 10  | 14 | Horace Gould                      | Maserati | 78     | + 9 Voltes       | 18              |       |
| 11  | 28 | André Simon · Ottorino Volonterio | Maserati | 72     | + 15 Voltes      | 16              |       |
| Ret | 30 | Peter Collins                     | Ferrari  | 62     | Motor            | 7               |       |
| Ret | 20 | Stuart Lewis-Evans                | Vanwall  | 49     | Motor            | 1               |       |
| Ret | 6  | Jean Behra                        | Maserati | 49     | Sobreescalfament | 5               |       |
| Ret | 16 | Bruce Halford                     | Maserati | 47     | Motor            | 14              |       |
| Ret | 4  | Harry Schell                      | Maserati | 34     | Pèrdua d'oli     | 6               |       |
| Ret | 24 | Jo Bonnier                        | Maserati | 31     | Sobreescalfament | 13              |       |
| Ret | 12 | Luigi Piotti                      | Maserati | 3      | Motor            | 17              |       |

## Altres
- Pole: Stuart Lewis-Evans 1' 42. 4

- Volta ràpida: Tony Brooks 1' 43. 7 (a la volta 74)

- Cotxes compartits:
  - Cotxe Nº 8: Giorgio Scarlatti (50 Voltes) i Harry Schell (34 Voltes). Es van partir els punts corresponents a la cinquena plaça final.
  - Cotxe Nº 28: André Simon (40 Voltes) i Ottorino Volonterio (33 Voltes).